# Стара турска пошта
Стара турска пошта је некадашња управна зграда и споменик културе у Скопљу. Смештена је између вилајетског конака „Ућумат“ и Мустафа-пашине џамије, прекопута тврђаве Кале у оквиру Старе скопске чаршије. Објекат је изграђен крајем 19. века, о чему сведочи натпис на каменој плочи смештеној изнад улазних врата. У време изградње била је прва турска пошта у Скопљу.
Првобитно, зграда је имала правоугаону основу и састојала се од приземља и спрата, а касније је дограђен још један спрат. Током земљотреса у Скопљу 1963. године, зграда је оштећена, а реконструкцијом је уклоњен накнадно изграђени спрат.